# Zygaspis violacea
Zygaspis violacea — вид плазунів з родини амфісбенових (Amphisbaenidae). Ендемік Мозамбіку.

## Поширення і екологія
Zygaspis violacea мешкають у вузькій прибережній смузі на південному сході Мозамбіку, від островів архіпелагу Базаруто на південь до Мапуту. Вони живуть на прибережних дюнах, порослих чагарниками та в заростях міомбо, у гумусових та піщаних ґрунтах.